# Joe Delaney (snooker)
Joe Delaney est un joueur professionnel de snooker irlandais né le 4 août 1972 à Dublin.

## Carrière
Delaney a atteint le tableau final du championnat du Royaume-Uni 2003 battu 3-9 au premier tour par Dominic Dale. Il a de nouveau intégré le tableau final de ce tournoi en 2006 mais a été cette fois battu au premier tour 7-9 par Joe Swail. Il s'est également qualifié pour le championnat du monde 2007 (ses premiers trente-deuxièmes de finale dans un tournoi comptant pour le classement mondial) et s'est incliné 2-10 face à Matthew Stevens.
Au début de la saison 2010-2011,  Joe Delaney se qualifie pour les seizièmes de finale des Masters de Shanghai 2010 mais perd 3-5 contre Mark King. Il termine la saison au championnat du monde où il est battu en qualifications par un joueur amateur Anglais. Classé au 81e rang mondial, il est relégué du circuit professionnel à l'âge de 38 ans.
En 2012, en tant que joueur amateur, il tente de réintégrer le circuit grâce au tournoi de la Q-School. Il est proche de se qualifier mais s'incline en quarts de finale face à Rod Lawler 4 manches à 0.
Le snooker est sa principale activité mais il a une autre profession : il dirige avec son père et son frère une entreprise de meubles fabriquant des sièges pour les nightclubs et les cinémas.

## Palmarès
| Légende | Catégorie                        | Titres                         | Finales                        |
|         | Tournois classés                 | 0                              | 0                              |
|         | Tournois non classés             | 0                              | 0                              |
|         | Tournois du circuit du challenge | 0                              | 1                              |
| Gras    | Tournois de la triple couronne   | Tournois de la triple couronne | Tournois de la triple couronne |

### Finales
| Saison    | Nom du tournoi                   | Lieu      | Finaliste | Score | Tableau |
| 2001-2002 | Circuit du challenge (épreuve 3) | Harrogate | Lee Spick | 3-6   |         |